# 中央儲蓄會大樓
中央儲蓄會大樓，又稱廣東銀行大樓，是上海市的一座歷史建築，位於天津路2號，修建於1933年。這座建築由李錦沛設計，張裕泰營造廠施工，外觀是裝飾風藝術風格。大樓原本由中央儲蓄會及廣東銀行使用。
中央儲蓄會是1936年中央信託局設立的一個機構，专办有奖储蓄，總會設在上海，並且在漢口、廣州、天津、青島、重慶、福州等地設有支會。中央儲蓄會採會單方式運營，儲戶可選擇全會（2000元）、半會（1000元）、1/4會（500元）；每月分別需存款12元、6元、3元，直至達到規定金額。中央儲蓄會每月從存款總額中提取25%充當獎金，並以抽籤方式分配儲戶。儲戶在存滿15年後可按票面金額獲得全部存款，並加發利息。
廣東銀行是一個由北美華僑和香港商人共同投資設立的銀行，也是香港第一家華商銀行。1936年，國民政府注資廣東銀行。上海解放後，廣東銀行上海分行被上海市軍管會接管。
中央儲蓄會大樓現在由光大銀行使用。2005年，中央儲蓄會大樓被列入上海市第四批優秀歷史建築。